# Héctor Morán
Héctor Morán Correa (né le 13 février 1962 à Durazno en Uruguay) est un joueur de football international uruguayen, qui évoluait au poste de milieu de terrain.

## Biographie

### Carrière en club
Avec le Club Nacional, il remporte quatre titres internationaux : une Copa Libertadores, une Coupe intercontinentale, une Copa Interamericana et enfin une Recopa Sudamericana.

### Carrière en sélection
Avec l'équipe d'Uruguay, il joue 23 matchs (pour deux buts inscrits) entre 1988 et 1993. 
Il figure dans le groupe des sélectionnés lors des Copa América de 1991 et de 1993.
Il joue également trois matchs comptant pour les tours préliminaires de la coupe du monde 1994.

## Palmarès
Club Nacional
| - Copa Libertadores (1) : - Vainqueur : 1988. - Coupe intercontinentale (1) : - Vainqueur : 1988. |  | - Copa Interamericana (1) : - Vainqueur : 1989. - Recopa Sudamericana (1) : - Vainqueur : 1989. |